# باکرسویل (کارولینای شمالی)
باکرسویل (به انگلیسی: Bakersville) شهری در ایالت کارولینای شمالی کشور ایالات متحده آمریکا است که جمعیت آن در سرشماری سال ۲۰۱۰ میلادی، ۴۶۴ نفر بوده‌است.